# Atoumane Diagne
Atoumane Diagne (Dakar, Senegal, 31 de diciembre de 1998) es un jugador de baloncesto senegalés. Su estatura oficial es de 2,16 metros y juega de pívot. Actualmente pertenece a la plantilla del Hiopos Lleida de la Liga Endesa.

## Trayectoria
Nació en Dakar y allí pasaba el tiempo libre jugando al baloncesto en la calle con sus amigos. Su físico llamó a la atención de un agente que le propuso la opción de ir a España para formarse como jugador y persona, trasladándose a Tenerife para iniciarse en el CB Unelco. En apenas unos meses fue captado por el FC Barcelona, incorporándose al equipo cadete en 2013/14 con el que logra el campeonato de España de dicha categoría. En la temporada 2014/15 debuta en LEB Plata con el equipo filial del FC Barcelona, y la temporada siguiente en LEB Oro con tan solo 17 años, ganando además el campeonato de España junior. 
Continúa en LEB Oro con el FC Barcelona B y en 2016/17 registra 4.1 puntos y 4 rebotes, promedios que mejora en 2017/18 logrando 7.9 puntos y 7.6 rebotes (sexto mejor reboteador de la competición), debutando en Liga ACB con el Barça y disputando cuatro encuentros de la máxima categoría. En 2018/19 acredita 6.9 puntos, 6.4 rebotes y 1.7 tapones (segundo mejor de la liga).
En julio de 2019 es cedido al CSP Limoges de la liga LNB (primera división francesa) para disputar la temporada 2019/20. Con el club francés interviene en 26 partidos (7 de ellos de Eurocup) logrando promedios de 3.1 puntos y 3.2 rebotes en 10 minutos por encuentro.
Tras desvincularse del FC Barcelona, el pívot senegalés se pasaría la temporada 2020-21 en blanco, debido a una lesión antes de iniciar la temporada y posteriormente la restricciones del covid 19 que le dificultaban salir de su país con la temporada ya iniciada.
El 12 de agosto de 2021, firma con el Club Basquet Coruña, equipo de LEB Oro española, para disputar la temporada 2021-22.
El 6 de julio de 2025, fichó por el Hiopos Lleida de la Liga Endesa.

## Clubs
- 2013-2020: FC Barcelona Junior. Liga EBA
- -> 2019-2020: CSP Limoges. Liga LNB
- 2021-2025: Club Basquet Coruña. Liga ACB
- 2025-Act.: Força Lleida. Liga ACB

## Palmarés
- 2013-14. FC Barcelona. Campeonato de España Cadete. Campeón
- 2014-15. FC Barcelona. Torneo de L'Hospitalet. Subcampeón
- 2015-16. FC Barcelona. Torneo de L'Hospitalet. Subcampeón
- 2015-16. FC Barcelona. Campeonato de España Junior. Campeón
- 2015-16. FC Barcelona. Adidas Next Generation Tournament. Campeón